# Theodoros Zagorakis
Theodoros Zagorakis (på græsk: Θεόδωρoς Ζαγοράκης) (født 27. oktober 1971 i Kavala, Grækenland) er en tidligere græsk fodboldspiller, der som defensiv midtbanespiller var anfører på det græske landshold, der sensationelt blev europamestre ved EM i 2004. På klubplan spillede han blandt andet for AEK Athen, PAOK F.C. Thessaloniki , samt for engelske Leicester City og italienske Bologna.
Da Zagorakis den 28. Maj 2007 stoppede karriere, var det fordi han ville hjælpe sin yndlingsklub PAOK. Så den 18. Juni blev han præsident for klubben, der i flere år havde været plaget af dårlige resultater og elendige klubledere. Siden Zagorakis kom til klubben har han formået at få fansene på hans side, og resultater er blevet meget bedre. I 2010 fik klubben blandt andet en 2. plads og senere hen et godt år i Europa hvor man slog Fenerbache ud i Europa League og gik videre fra gruppespillet.

## Landshold
Zagorakis spillede i årene mellem 1994 og 2007 hele 120 kampe for Grækenlands landshold, hvori han scorede tre mål; Han har dermed rekorden for flest landskampe i Grækenland. Han var anfører for holdet der ved EM i 2004 i Portugal blev europamestre efter finalesejr over værtsnationen. Efter finalen blev han desuden kåret til turneringens bedste spiller. Han deltog desuden ved Confederations Cup 2005 i Tyskland.